# Billaea fortis
Billaea fortis är en tvåvingeart som först beskrevs av Camillo Rondani 1862.  Billaea fortis ingår i släktet Billaea och familjen parasitflugor. Arten är reproducerande i Sverige. Inga underarter finns listade i Catalogue of Life.